# 覆龙属
覆龙（属名：Orophosaurus，意为“屋顶蜥蜴”）是薄板龙科蛇颈龙的一个存疑属，来自晚白垩世的新墨西哥。

## 分类
覆龙仅所知于模式种少孔覆龙（O. pauciporus），根据标本AMNH 5692（三节部分颈椎）所建立。正模标本发现于新墨西哥圣胡安盆地晚白垩世狐狸山组。威尔斯（1962年）因正模标本过于破碎而将覆龙视为疑名。